# TOM在线
TOM在線有限公司（英語：TOM Online Inc.，前港交所上市編號：8282、前納斯達克上市編號：TOMO）是TOM集團旗下公司，主要業務包括於中國提供無線增值服務、網上廣告及商務企業解決方案。
2004年3月，TOM集團分拆TOM在線在香港創業板及美國納斯達克上市，招股價為1.5港元。集資所得部份會用作收購無線互動通訊公司雷霆無極。
2007年4月，TOM集團以1.52元私有化TOM在線的計劃獲得股東通過。TOM集團表示，因應TOM在線要拓展行動增值以外的業務，需要大量投資；私有化可以令TOM在線作出長遠的投資時，無需再因上市地位而承受短期壓力。
TOM在線在2007年9月3日及9月6日分別在香港及美國除牌。

## 外部連結
- TOM在線招股章程